# Satyrium lais
Satyrium lais is een vlinder uit de familie van de Lycaenidae. De wetenschappelijke naam van de soort werd in 1893 gepubliceerd door Leech.